# Barney Kessel
Barney Kessel (ur. 17 października 1923 w Muskogee, zm. 6 maja 2004 w San Diego) – amerykański gitarzysta jazzowy.
W ciągu swojej kariery muzycznej współpracował z wieloma znakomitościami jazzu, m.in. Charliem Parkerem, Artiem Shawem, Billie Holiday, Bennym Goodmanem i Artem Tatumem. Razem z Herbem Ellisem i Charliem Byrdem założył w latach 70. zespół Great Guitars. Był członkiem The Wrecking Crew. Między 1947 a 1960 wygrywał konkursy na najlepszego gitarzystę organizowane przez takie magazyny jak „Playboy”, „Esquire” czy „Down Beat”. Między 1961 a 1973 Gibson produkował specjalny model gitar nazwany: Gibson Barney Kessel.
Na początku lat 90. występy uniemożliwiła mu postępująca choroba, nowotwór mózgu.